# Palazzo del Vescovado (Ivrea)
Il Palazzo del Vescovado è uno storico edificio della città piemontese di Ivrea in Italia.

## Storia
Il palazzo è andato formandosi nel corso dei secoli tramite successive opere di ampliamento, rifacimento e stratificazione. Nonostante sia possibile discernere strutture risalenti anche all'epoca romana (come nelle fondamenta), il nucleo dell'edificio è di età medievale, nascendo probabilmente come casaforte, così come testimonia il suo imponente torrione, risalente al XV secolo.

## Descrizione
Il palazzo sorge in cima all'altura che occupa il centro storico di Ivrea, a brevissima distanza dal castello e dal duomo, al quale è direttamente collegato da un camminamento coperto. Il complesso, particolarmente articolato, si compone di corpi di fabbrica differenti. Il suo torrione, la cui mole svetta sul centro storico della città, conserva un coronamento con decorazioni in cotto e una merlatura a coda di rondine. Quest'ultimo presenta inoltre aperture basse e strette e muri particolarmente spessi. All'interno del palazzo si apre un cortile in cui sono conservate lapidi romane. Completa il complesso un giardino terrazzato, un tempo adibito a pomarium.

### Salone di rappresentanza
Il grande salone di rappresentanza posto al centro del piano nobile è decorato da affreschi che ricoprono tutte e quattro le pareti raffiguranti il territorio della diocesi. Alcuni studi compiuti sugli affreschi inducono a datarne la realizzazione verso la metà del XVIII secolo.